# Liste der Naturdenkmale in Dudeldorf
Die Liste der Naturdenkmale in Dudeldorf nennt die im Gemeindegebiet von Dudeldorf ausgewiesenen Naturdenkmale (Stand 4. April 2024).

## Naturdenkmale
| Nr.         | Bezeichnung                    | Lage                       | Beschreibung                                     | Bild                                    |
| ----------- | ------------------------------ | -------------------------- | ------------------------------------------------ | --------------------------------------- |
| ND-7232-406 | Baumgruppe beim Alten Notariat | Bergstraße, bei Nr. 1 Lage | Fraxinus sp, letzter von ursprünglich fünf Bäume | Direkt Bild zu diesem Denkmal hochladen |